# Quả thịt

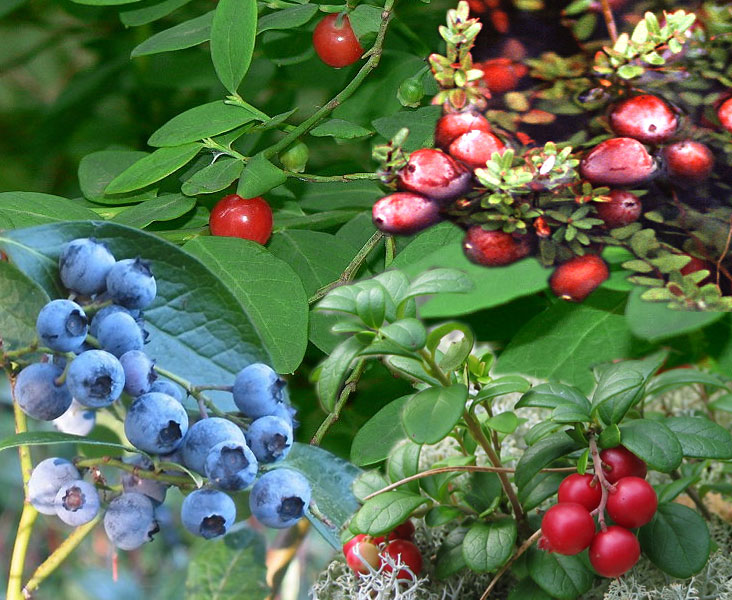
Quả Epigynous là quả thịt đơn giản. Thứ tự theo chiều kim đồng hồ từ phía trên bên phải: nam việt quất, lingonberries, quả việt quất huckleberries đỏ: cranberries, lingonberries, blueberries red huckleberries

Dựa vào đặc điểm của vỏ quả có thể chia các quả thành hai nhóm chính là quả khô (dry fruit) và quả thịt (fleshy fruit).Quả khô khi chín thì vỏ khô, cứng và mỏng. Có ba loại quả khô: quả khô nẻ, quả khô không nẻ và quả khô dính.Quả thịt khi chín thì mềm, vỏ dày chứa đầy thịt quả.

## Phân loại quả khô
Quả khô khi chín có vỏ cứng khô và mỏng ví dụ quả đậu Hà Lan,quả cải quả trò, quả bông,quả thìa lìa, .... 